# IC 567
IC 567 ist ein Stern im Sternbild Leo an der Ekliptik. Das Objekt wurde am 18. März 1890 vom französischen Astronomen Guillaume Bigourdan entdeckt und wurde wahrscheinlich irrtümlich für eine Galaxie gehalten.